# کارگر و زن کلخوز

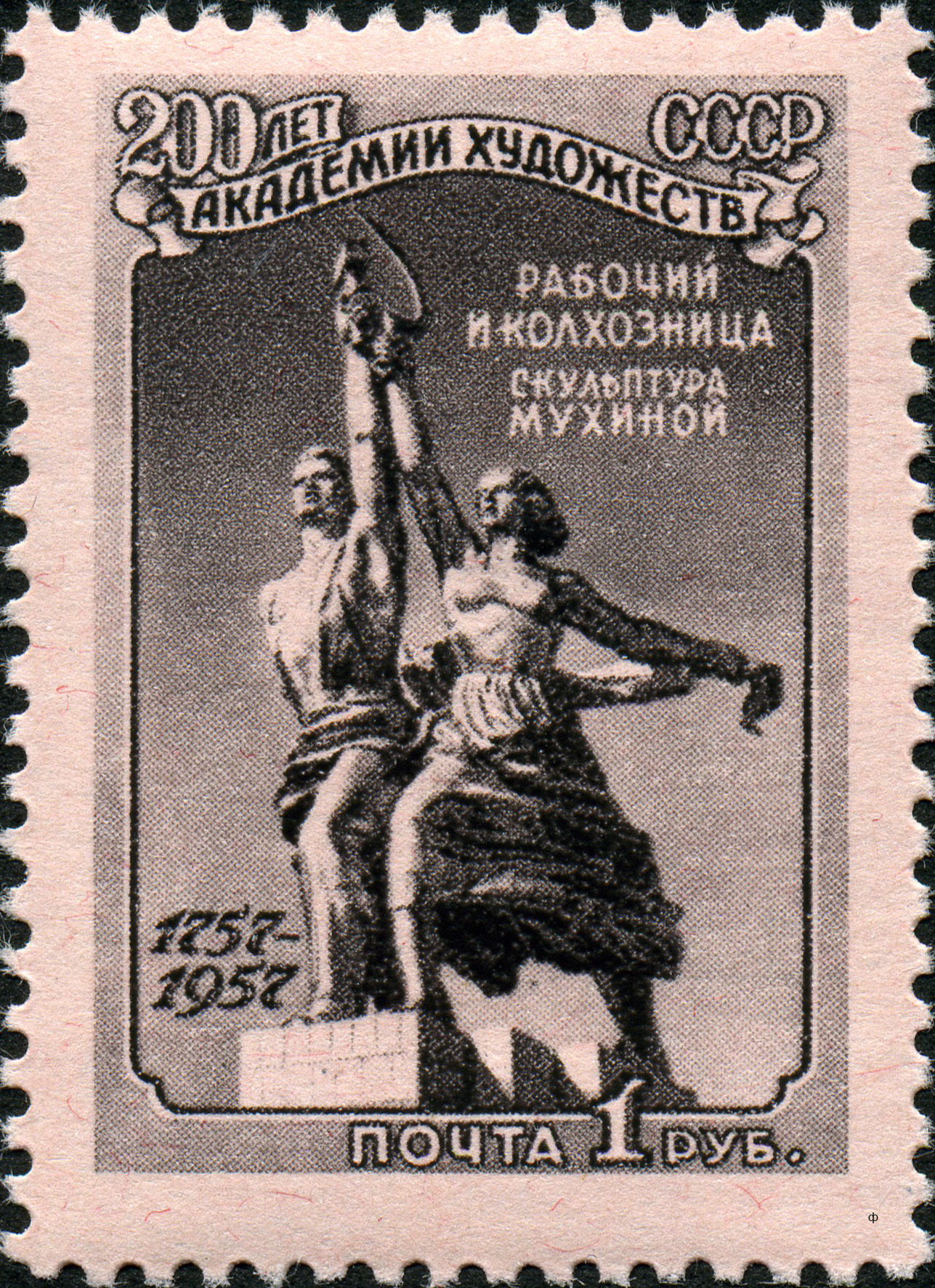

کارگر و زن کلخوز یک بنای یادبود هنری مشهور است که دو تندیس را نمایش می‌دهد که داس و چکش بر بالای سر برده‌اند. ۲۴٫۵ متر ارتفاع دارد و توسط ورا موخینا از فولاد زنگ نزن برای نمایشگاه بین‌المللی پاریس ۱۹۳۷ ساخته شده است و سپس به مسکو منتقل شده.

## در رسانه‌ها
در فیلم ۲۰۱۰ هری پاتر و یادگاران مرگ - قسمت اول، وقتی مرگخواران لرد ولدرمورت وزارت جادو را گرفتند، تندیسی در سرسرای وزارتخانه قرار داده شد که برنامه جدید وزارت را نمایش می‌داد، دو جادوگر مرد و زن همانند این تندیس چوب‌های جادوشان را بالا گرفته بودند و ماگلها در حال تار و مار شدن بودند.